# وویینوواتس
وویینوواتس (به صربی: Vojinovac) یک منطقهٔ مسکونی در صربستان است که در راچا واقع شده‌است. وویینوواتس ۱۳۲ نفر جمعیت دارد.